# 1157
Cette page concerne l'année 1157  du calendrier julien. Pour l'année 1157 av. J.-C., voir 1157 av. J.-C.
L'année 1157 est une année commune qui commence un mardi.

## Événements

### Proche-Orient
- 26 avril : victoire du frère de Nur ad-Din Nusret al-Dîn sur les Hospitaliers devant Panéas[1].
- 8 mai : mort de Ahmad Sanjar. Le Khorasan tombe aux mains des Khwârezm-Shahs[2].
- 18 mai : Nur ad-Din proclame la guerre sainte, quitte Damas pour aller mettre le siège devant Panéas. Baudouin III le repousse[3].
- 19 juin : un contingent de croisés conduit par Philippe de Naplouse tombe dans une embuscade au gué de Jacob, près du lac Méron ; 87 templiers sont faits prisonniers et 300 autres chevaliers sont capturés ou tués, avec leurs chevaux et leurs équipements ; Hugues d'Ibelin, Odon de Saint-Amand et le grand-maître des Templiers Bertrand de Blanquefort sont faits prisonniers par Nur ad-Din. Baudouin III de Jérusalem s’en tire de justesse[4].
- Août : un tremblement de terre dévaste la Syrie[5]. À Alep, plusieurs tours de la muraille s’écroulent et la population terrorisée se disperse dans les campagnes. À Harran, la terre se fend et découvre les vestiges d’une cité ancienne. Le séisme atteint Tripoli, Beyrouth, Tyr, Homs, Maara, où l’on ne compte plus ni les morts ni les bâtiments détruits. Hama et Chayzar sont particulièrement touchées. Chayzar, cité des Monqidhites, est immédiatement attaquée et pillée, aussi bien par les Assassins que par les Francs, avant d’être prise par l’armée d’Alep[6].
- Octobre : Nur ad-Din Mahmud tombe malade à Sarmin alors qu’il supervise la reconstruction des murailles des cités détruites. Il reste un an et demi entre la vie et la mort. Les Francs en profitent pour occuper quelques forteresses et razzier les environs de Damas[6]. Lors d’une rémission de sa maladie, Nur ad-Din mate une révolte chiite à Alep[7].

### Europe
- Geoffroy Plantagenêt devient comte de Nantes au début de l’année[8] (fin en 1158).
- 31 mars : charte de fondation de la collégiale Saint-Étienne de Troyes[9], future nécropole des comtes de Champagne.
- Mai, Chester : Henri II, de retour en Angleterre, obtient du roi d’Écosse Malcolm IV la restitution des comtés de Northumbrie, Westmorland et Cumbria, perdus pendant les guerres entre Étienne de Blois et Mathilde l'Emperesse[10].

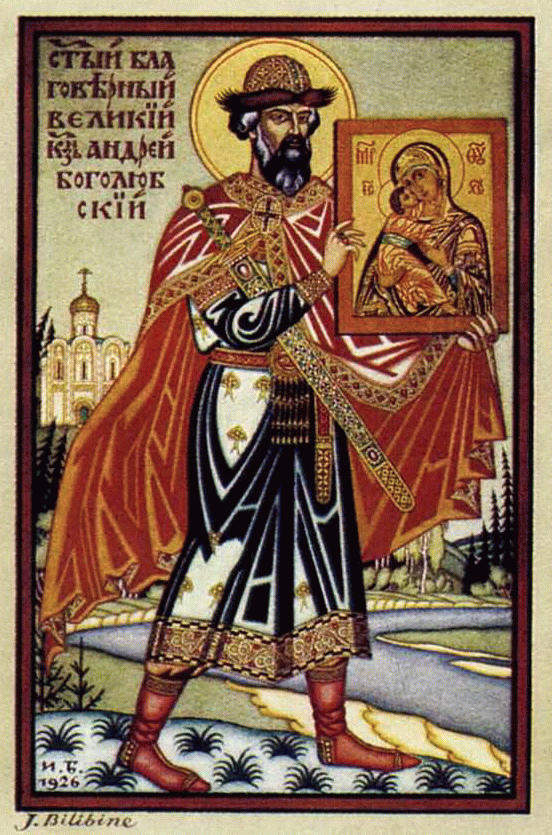
Andreï Bogolioubski, grand-prince de Rostov-Souzdal - Ivan Bilibine, 1926

- 15 mai, Russie : mort de Iouri Dolgorouki des suites d’excès de boisson[11]. Son fils Andreï Bogolioubski devient grand prince de Rostov-Souzdal (fin en 1174). Il renforce sa nouvelle capitale, Vladimir, sur la Kliazma[12].
- 11 juin : prise de la ville de Brandebourg par Albert l’Ours, qui prend le titre de margrave de Brandebourg après sa victoire sur le prince obodrite Jaxa de Copnic[13].
- 17 juillet : Henri II d’Angleterre réunit ses barons à Northampton ; ils approuvent son projet de campagne contre le roi gallois de Gwynedd Owain[14]. La guerre contre le pays de Galles commence (fin en 1172). L’armée d’Henri II est battue dans une embuscade à Coleshill Wood[15] (ou Ewloe).
- 9 août : assassinat de Knut V de Danemark par son compétiteur Suénon (Sven)[16].
- 21 août : Alphonse VII de Castille meurt à Fresneda, près du défilé de Muradal, au retour d’une campagne en Al-Andalus contre les Almohades qui ont repris Almería[17]. Ses fils se partagent son royaume : Sanche III règne sur la Castille (fin en 1158) et Ferdinand II sur le León (fin en 1188).
- 22 août : l’armée de Frédéric Barberousse passe l’Oder. Il intervient en Pologne et impose sa vassalité à Boleslas IV le Frisé[18].

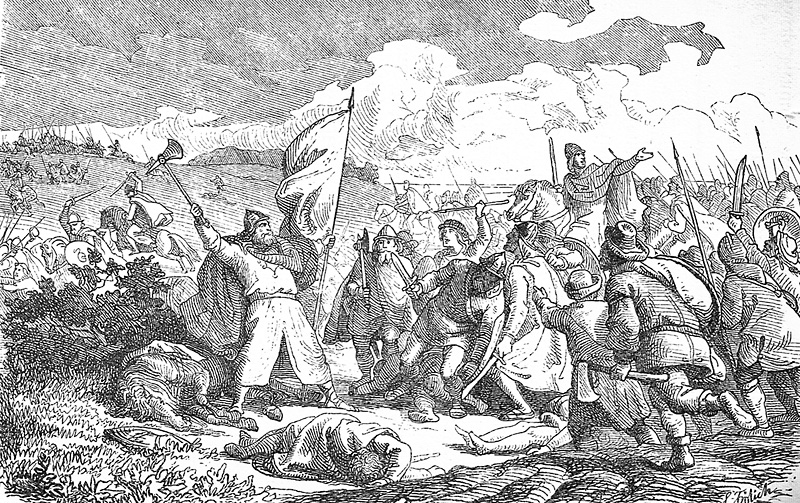
23 octobre : bataille de Grathe Hede - Lorenz Frølich, 1885.

- 23 octobre : Sven III de Danemark est vaincu à la bataille de Grathe Hede (en) par Valdemar, fils de Knud Lavard et descendant de Sven Estridsson[16]. Valdemar Ier le Grand devient roi de Danemark (fin de règne en 1182). Il assure l’unité du Danemark.
- 26 octobre : le concile de Reims définit une procédure répressive à l'encontre des hérétiques[19].
- Octobre : rupture entre le pape et l'empereur (lutte du sacerdoce et de l'Empire) à la Diète de Besançon[20]. Après s’être fait sacrer empereur par la force (1156), Frédéric Barberousse prétend rendre permanente sa domination et imposer, au prix d’un schisme, son candidat sur le trône pontifical. Les communes lombardes refusent de se soumettre (1162).
- 18 novembre : une Bulle d'Or de Frédéric Barberousse accorde à l'archevêque de Lyon la souveraineté absolue sur l'ensemble de la ville de Lyon et sur le Lyonnais[21].
- Fondation de la ville de Fribourg par le duc Berthold IV de Zähringen[22].